# Hidle
Hidle eller Sør-Hidle er en ø i Ryfylke. Hidle ligger i Strand kommune i Rogaland fylke i Norge. Parkanlægget Flor & Fjære ligger på øen.  
Øen kaldes Sør-Hidle for at adskille den fra Nord-Hidle der en del af Sjernarøyene lidt længere mod  nord i Ryfylke. Syd for Hidle ligger Horgefjorden, mens Hidlefjorden ligger på nordsiden.